# Psychoterapia pozytywna

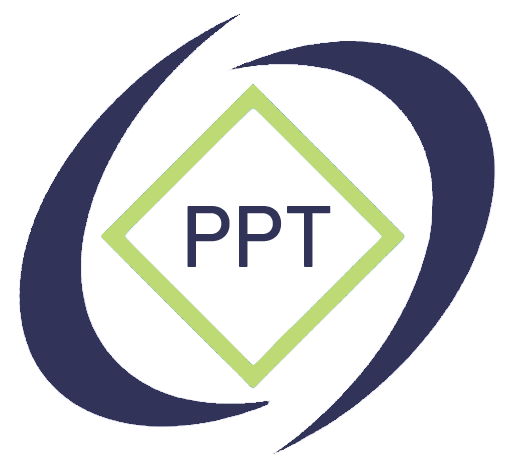
Positive and Transcultural Psychotherapy (PPT po N. Peseschkian od 1977)

Psychoterapia pozytywna (PPT po N. Peseschkian od 1977)) to metoda psychoterapeutyczna opracowana przez psychiatrę i psychoterapeutę Nossrata Peseschkiana i jego współpracowników w Niemczech, począwszy od 1968 roku. PPT jest formą psychologia humanistyczna psychoterapii psychodynamicznej i opiera się na pozytywnej koncepcji ludzkiej natury. Jest to metoda integracyjna, która obejmuje elementy humanistyczne, systemowa, psychodynamiczne i poznawczo-behawioralna. Od 2014 roku istnieją ośrodki i szkolenia dostępne w dwudziestu krajach. Nie należy jej mylić z psychologią pozytywną..

## Opis
Pozytywna psychoterapia (PPT) to podejście terapeutyczne opracowane przez Nossrata Peseschkiana w latach 70. i 80. ubiegłego wieku. Początkowo znana jako "analiza różnicowa", została później przemianowana na psychoterapię pozytywną, gdy Peseschkian opublikował swoją pracę w 1977 r., która została następnie przetłumaczona na język angielski w 1987 r.. Termin "pozytywny" lub "positivus" (z łaciny) w PPT odnosi się do rzeczywistych, realnych i konkretnych aspektów ludzkich doświadczeń.
Głównym celem psychoterapii pozytywnej i jej praktyków jest pomoc pacjentom i klientom w rozpoznawaniu i rozwijaniu ich zdolności, mocnych stron, zasobów i potencjałów. Podejście to łączy w sobie elementy różnych metod psychoterapii, w tym
- humanistyczne spojrzenie na naturę ludzką i sojusz terapeutyczny,
- psychodynamiczne rozumienie zaburzeń psychicznych i psychosomatycznych,
- podejście systemowe, które uwzględnia rodzinę, kulturę, pracę i środowisko, a także praktyczną samopomoc oraz
- pięciostopniowy proces terapii zorientowany na cel, który integruje techniki z różnych metod terapeutycznych[5].

PPT charakteryzuje się podejściem skoncentrowanym na konflikcie i zasobach, które czerpie wpływ z obserwacji transkulturowych w ponad dwudziestu różnych kulturach. Umieszczona pomiędzy manualną terapią poznawczo-behawioralną a psychoterapią analityczną zorientowaną na proces, PPT wykorzystuje częściowo ustrukturyzowane podejście do diagnostyki, leczenia, samopomocy postterapeutycznej i szkolenia.

## O założycielu

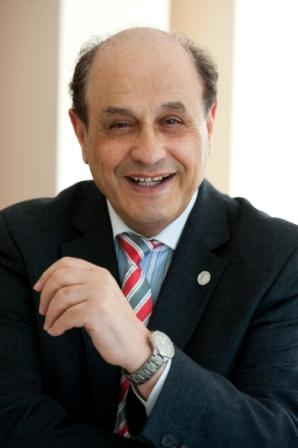
Dr Nossrat Peseschkian

Nossrat Peseschkian, twórca psychoterapii pozytywnej, był niemieckim psychiatrą, neurologiem, psychoterapeutą i specjalistą medycyny psychosomatycznej irańskiego pochodzenia. Pod koniec lat 60. i na początku lat 70. czerpał inspirację z różnych źródeł:
- Dominujący duch tamtej epoki, który dał początek psychologii humanistycznej i jej późniejszym postępom.
- Osobiste interakcje z wybitnymi i wpływowymi psychoterapeutami i psychiatrami, takimi jak Viktor Frankl, Jacob L. Moreno i Heinrich Meng.
- Humanistyczne i integracyjne zasady i wartości wiary Baháʼí.
- Dążenie do podejścia integracyjnego, szczególnie ze względu na negatywne doświadczenia konfliktów między psychoanalitykami i terapeutami behawioralnymi w Niemczech w tym czasie.
- Szeroko zakrojone obserwacje transkulturowe napędzane poszukiwaniem metodologii wrażliwej kulturowo.

Peseschkian jest związany z rozwojem tego podejścia, ponieważ jego historia życia i osobowość miały duży wpływ na jego powstanie. Peseschkian został opisany przez swojego biografa jako "wędrowiec między dwoma światami"; jego biografia została opatrzona podtytułem Wschód i Zachód.
Według Peseschkiana, rozwój pozytywnej psychoterapii był motywowany jego doświadczeniem jako Irańczyka mieszkającego w Europie od 1954 roku. Uświadomiło mu to różnice w zachowaniu, zwyczajach i postawach między kulturami.
Świadomość ta rozpoczęła się w dzieciństwie, gdy zaobserwował, jak jego zwyczaje religijne różniły się od zwyczajów jego muzułmańskich, chrześcijańskich i żydowskich kolegów z klasy i nauczycieli. Jego doświadczenia doprowadziły go do refleksji nad relacjami między różnymi religiami i ludźmi oraz do zrozumienia postaw jako pochodzących ze światopoglądów i koncepcji rodzinnych. Podczas szkolenia specjalistycznego Peseschkian był świadkiem konfrontacji między różnymi metodami psychiatrycznymi, neurologicznymi i psychoterapeutycznymi - doświadczenia, które nauczyły go, jak ważne jest odrzucenie uprzedzeń.
Psychoterapię pozytywną można prześledzić wstecz do podstaw psychologii humanistycznej i psychoterapii, które zostały ustanowione przez Kurta Goldsteina, Abrahama Maslowa i Carla Rogersa. Silny wpływ psychoanalizy i jej późniejszych zmian, w tym neofreudowskich, psychosomatycznych i zorientowanych na skupienie podejść, takich jak Balint, również ukształtował perspektywę Peseschkiana. W odpowiedzi na te podziały dążył do skonstruowania metateorii, która mogłaby wypełnić luki między nimi. Jednocześnie pewne zasady wiary bahaickiej fascynowały i inspirowały Peseschkiana przez całe jego życie. Zasady te obejmowały harmonię między nauką a religią, bahaicką koncepcję istoty ludzkiej jako "kopalni bogatej w klejnoty o nieocenionej wartości" oraz wizję globalnego społeczeństwa obejmującego różnorodność kulturową. Zasady te odegrały znaczącą rolę w kształtowaniu jego pracy i poglądów filozoficznych.
Rozwój psychoterapii pozytywnej można przypisać kilku czynnikom, które z czasem przyczyniły się do jej rozwoju. Czynniki te obejmują spostrzeżenia zdobyte podczas ciągłej edukacji medycznej, doświadczenia zdobyte podczas pracy z pacjentami w praktykach psychoterapeutycznych i psychosomatycznych, interakcje z osobami z różnych kultur, religii i systemów wartości, a także zróżnicowaną i zróżnicowaną naturę metod psychoterapii. Te skumulowane doświadczenia zakończyły się stworzeniem "Analizy Różnicowej" w 1969 roku, która następnie została udoskonalona i wyłoniła się jako psychoterapia pozytywna w 1977 roku. Tytuły wczesnych książek autorstwa Peseschkiana, takich jak Psychotherapy of Everyday Life (1974) i "In Search of Meaning" (1983), odzwierciedlają wpływ psychoanalizy i egzystencjalnych szkół psychoterapii na rozwój psychoterapii pozytywnej.
Therapy (1980) podkreśla jego równoległy rozwój z systemową terapią rodzinną w latach siedemdziesiątych. W sumie Peseschkian jest autorem 29 książek i licznych artykułów na temat tego podejścia, przyczyniając się do jego obszernej literatury i rozpowszechniania.

## Rozwój i historia

### 1970–1980
Lata siedemdziesiąte XX wieku były ważnym okresem w rozwoju i akceptacji psychoterapii pozytywnej, jaką znamy dzisiaj. Był to punkt zwrotny, w którym PPT zyskała szersze uznanie w dziedzinie psychoterapii. W tym czasie podstawowe zasady PPT zaczęły nabierać kształtu i zostały wdrożone w leczeniu wielu pacjentów i ich rodzin. Zasady te zostały również poddane testom i były prezentowane na międzynarodowych wykładach, zarówno w Niemczech, jak i poza nimi. W tym znaczącym okresie opublikowano cztery z pięciu podstawowych książek PPT. Książki te obejmują Psychoterapię życia codziennego (pierwotnie opublikowaną jako Schatten auf der Sonnenuhr w 1974 r.), Psychoterapię pozytywną (pierwotnie opublikowaną w języku niemieckim w 1977 r.), Orientalne historie w psychoterapii pozytywnej (pierwotnie opublikowane w języku niemieckim w 1979 r.) oraz Pozytywną terapię rodzinną (pierwotnie opublikowaną w języku niemieckim w 1980 r.). Co więcej, w latach siedemdziesiątych XX wieku powstały pierwsze szkolenia podyplomowe w zakresie PPT, wraz z utworzeniem organizacji szkoleniowej w 1974 roku, która później stała się prekursorem Akademii Psychoterapii w Wiesbaden (WIAP). Izba Medyczna Hesji uznała tę organizację szkoleniową w 1979 r. za szkolenie w zakresie psychoterapii. Dodatkowo, Niemieckie Stowarzyszenie Psychoterapii Pozytywnej zostało założone w 1977 roku, stając się pierwszym na świecie krajowym stowarzyszeniem psychoterapii pozytywnej.
W latach osiemdziesiątych PPT była stale rozwijana, co doprowadziło do wydania dodatkowych książek, takich jak In Search of Meaning (pierwotnie opublikowana w języku niemieckim w 1983 r., a następnie przetłumaczona na język angielski w 1985 r.). Współpraca z młodymi kolegami przyczyniła się do usystematyzowania metody PPT. Znaczącym kamieniem milowym w tym czasie było ukończenie rozprawy doktorskiej Hamida Peseschkiana w 1988 roku, która była pierwszą rozprawą poświęconą wyłącznie PPT. W ramach tej rozprawy dokonano ważnego postępu w strukturze pierwszego wywiadu w PPT. Wprowadzono kwestionariusz specjalnie zaprojektowany do tego wstępnego wywiadu, a następnie poddano go badaniu psychodynamicznemu. W 1988 roku kwestionariusz do pierwszego wywiadu, wraz z WIPPF(kwestionariusz w PPT), został opublikowany z niewielkimi modyfikacjami. Ten prekursor późniejszego częściowo ustrukturyzowanego pierwszego wywiadu psychodynamicznego był jednym z wczesnych przykładów w dziedzinie psychoterapii psychodynamicznej.
W latach 80. Peseschkian dużo podróżował, aby prowadzić seminaria PPT w krajach rozwijających się w Azji i Ameryce Łacińskiej. W tym czasie ważne prace PPT zostały przetłumaczone na język angielski. Peseschkian prowadził również seminaria z zakresu szkoleń menedżerskich i coachingu, generując zainteresowanie zastosowaniem PPT w tych dziedzinach.

### 1990-2010
W tym okresie Peseschkian opublikował swoją ostatnią fundamentalną pracę, Psychosomatics and Positive Psychotherapy w 1991 roku (wersja niemiecka), a następnie przetłumaczoną na język angielski w 2013 roku. Książka ta wprowadziła ustrukturyzowane i psychodynamiczne podejście do leczenia różnych zaburzeń psychicznych i fizycznych.
Zmiany polityczne w Europie Środkowej i Wschodniej w latach 90. znacznie przyspieszyły międzynarodową ekspansję PPT, która rozpoczęła się już w latach 80. PPT spotkało się ze znacznym zainteresowaniem tych kultur, które zajmowały wyjątkową pozycję psychologiczną między kulturami Wschodu i Zachodu. Koledzy z Europy Wschodniej, znani ze swoich zorganizowanych metod pracy i pragnienia wiedzy, odegrali kluczową rolę w usystematyzowaniu seminariów PPT poza Niemcami. Do 1990 roku powstało ponad 30 ośrodków na całym świecie, począwszy od pierwszego w Kazaniu w Rosji. Pierwsze krajowe stowarzyszenia psychoterapii pozytywnej powstały w Bułgarii (1993), Rumunii (2004) i Rosji Internacjonalizacja PPT była kontynuowana wraz z prawną rejestracją Międzynarodowego Centrum Psychoterapii Pozytywnej w 1996 roku jako organizacji pozarządowej w Niemczech, która później przekształciła się w Światowe Stowarzyszenie Psychoterapii Pozytywnej i Transkulturowej (WAPP). Wydarzenia te zbiegły się w czasie z utworzeniem Europejskiego Stowarzyszenia Psychoterapii (EAP) w Wiedniu w 1990 roku, które ustanowiło profesjonalne i prawne standardy psychoterapii. Przedstawiciele psychoterapii pozytywnej byli aktywnie zaangażowani w EAP od momentu jego powstania.
W krajach niemieckojęzycznych debata na temat skuteczności różnych metod psychoterapii została wywołana przez publikację Klausa Grawe w 1994 roku i wynikającą z niej dyskusję na temat przepisów dotyczących psychoterapii. W odpowiedzi Peseschkian i jego współpracownicy przeprowadzili szeroko zakrojone badanie skuteczności psychoterapii pozytywnej, które w 1997 roku otrzymało nagrodę Richarda Mertena. Badanie to dostarczyło empirycznych dowodów na praktyczną skuteczność PPT i było zgodne z rosnącym naciskiem na praktyki oparte na dowodach w psychoterapii.
W 1999 roku opublikowano międzynarodowy program szkoleniowy dla zaawansowanych studiów w zakresie PPT, oparty na doświadczeniach z różnych krajów. W 2000 roku zainaugurowano coroczne Międzynarodowe Szkolenia dla Trenerów Psychoterapii Pozytywnej. Ekspansja PPT została sformalizowana w Niemczech, a Akademia Psychoterapii w Wiesbaden (WIAP) otrzymała rządowe uznanie dla kształcenia podyplomowego psychologów w zakresie psychoterapii psychodynamicznej oraz pedagogów i pracowników socjalnych w zakresie psychoterapii dzieci i młodzieży. Niemieckie prawo dla psychoterapeutów z 1998 roku pobudziło dalszy rozwój programu nauczania i systematyzację zarówno podstawowego, jak i zaawansowanego szkolenia PPT, rozszerzając jego wpływ poza Niemcy. Przez lata seminaria na poziomie podstawowym prowadzone w Europie Wschodniej doprowadziły do pojawienia się nowych koncepcji. PPT wykroczyło poza swój pierwotny kontekst medyczny i znalazło zastosowanie w różnych dziedzinach, w tym w edukacji szkolnej i uniwersyteckiej, szkoleniach menedżerskich i coachingu. Pierwszy światowy kongres PPT został zorganizowany w 1997 roku w Sankt Petersburgu w Rosji i od tego czasu odbywa się co 3-4 lata. W 2005 r. na Uniwersytecie UTEPSA w Santa Cruz w Boliwii ukończono pierwszy program studiów magisterskich oferujący tytuł magistra PPT. Fundacja Prof.-Peseschkian, znana również jako Międzynarodowa Akademia Psychoterapii Pozytywnej i Transkulturowej (IAPP), została założona w 2005 roku przez Manije i Nossrat Peseschkian. Ułatwia międzynarodowe inicjatywy i nadzoruje zarządzanie Międzynarodowym Archiwum Psychoterapii Pozytywnej.

### Od 2010 r.
Wraz z odejściem Nossrata Peseschkiana, założyciela PPT w 2010 roku, społeczność PPT weszła w nową fazę.
Światowe Stowarzyszenie Psychoterapii Pozytywnej i Transkulturowej (WAPP) jest globalną organizacją patronacką psychoterapii pozytywnej. Założone w 1996 roku jako Międzynarodowe Centrum Psychoterapii Pozytywnej, WAPP składa się z indywidualnych członków, stowarzyszeń krajowych, instytutów szkoleniowych, ośrodków i biur przedstawicielskich na poziomie krajowym i regionalnym. Jego głównym celem jest zapewnienie wsparcia swoim członkom i osobom zainteresowanym studiowaniem, praktykowaniem i promowaniem pozytywnej psychoterapii. WAPP jest zarejestrowana jako organizacja non-profit w Wiesbaden w Niemczech i w 2023 roku może pochwalić się ponad 2200 indywidualnymi członkami w 50 krajach.
Psychoterapia pozytywna jest oficjalnie uznaną modalnością przez Europejskie Stowarzyszenie Psychoterapii (EAP). Europejska Federacja Ośrodków Psychoterapii Pozytywnej (EFCPP) jest organizacją działającą w całej Europie, służącą jako Ogólnoeuropejska Organizacja (EWO), Ogólnoeuropejska Organizacja Akredytująca (European Wide Accrediting), Europejskie Stowarzyszenie Psychoterapii Pozytywnej (EAP).
Organizacja (EWAO) oraz Europejski Akredytowany Instytut Szkolenia Psychoterapii (EAPTI) za pośrednictwem Akademii IAPP, stowarzyszonej z EAP. Aspirujący psychoterapeuci mogą uzyskać Europejski Certyfikat Psychoterapii (ECP) w Psychoterapii Pozytywnej, przechodząc szkolenie w EFCPP.
Pozytywna psychoterapia jest zarejestrowanym znakiem towarowym w Stanach Zjednoczonych Ameryki (rejestracja nr 6,082,225). W 2016 roku pozytywna psychoterapia została oficjalnie zarejestrowana zarówno w Unii Europejskiej, jak i w Szwajcarii.
Od 2023 r. krajowe stowarzyszenia PPT zostały utworzone w Bułgarii, Gruzji, Niemczech, Rumunii, Kosowie, na Ukrainie i w Etiopii. Ponadto PPT jest aktywnie promowane za pośrednictwem lokalnych lub regionalnych ośrodków szkoleniowych w Armenii, Austrii, Białorusi, Bułgarii, Chinach, na Cyprze, w Gruzji, Niemczech, Kosowie, na Łotwie, w Macedonii Północnej, Polsce, Rumunii, Rosji, Turcji, na Ukrainie i w Wielkiej Brytanii. Seminaria i wykłady na temat PPT dotarły do ponad 80 krajów na całym świecie. Warto zauważyć, że PPT jest obecnie włączone do programów nauczania psychologii i psychoterapii na uniwersytetach w Bułgarii, Rosji, na Ukrainie i w Turcji.

## Teoria

### Główne cechy
Podstawy PPT są zakorzenione w teoriach naukowych, które można również znaleźć w innych terapiach. Metoda Peseschkiana łączy jednak elementy teorii i praktyk psychoterapii psychodynamicznej i humanistycznej, tworząc transkulturowe podejście psychoterapeutyczne. PPT wdraża również podejście integracyjne, które uwzględnia indywidualne potrzeby klienta, zasady salutogenetyczne, terapię rodzinną i narzędzia samopomocy.
Główne cechy metody PPT:
- Integracyjna metoda psychoterapii
- Humanistyczna metoda psychodynamiczna
- Spójny, zintegrowany system terapeutyczny
- Metoda krótkoterminowa skoncentrowana na konflikcie
- Metoda wrażliwa kulturowo
- Wykorzystanie historii, anegdot i mądrości
- Innowacyjne interwencje i techniki
- Zastosowanie w psychoterapii, innych dyscyplinach medycznych, doradztwie, edukacji, profilaktyce, zarządzaniu i szkoleniach.

### Główne zasady
Trzy główne zasady lub filary pozytywnej psychoterapii to:
- Zasada nadziei
- Zasada równowagi
- Zasada konsultacji

Zasada Nadziei sugeruje, że terapeuci starają się pomóc pacjentom zrozumieć i dostrzec znaczenie i cel stojący za ich zaburzeniem lub konfliktem. W rezultacie zaburzenie jest przeformułowane w "pozytywny" sposób, co prowadzi do pozytywnych interpretacji. Oto kilka przykładów:
- Zaburzenia snu są postrzegane jako zdolność do zachowania czujności i radzenia sobie z ograniczoną ilością snu.
- Depresja jest postrzegana jako zdolność do głębokiego przeżywania i wyrażania emocji w odpowiedzi na konflikty.
- Schizofrenia jest uważana za zdolność do jednoczesnego istnienia w dwóch światach lub żywym świecie fantazji.

Przyjmując tę optymistyczną perspektywę, zmiana punktu widzenia staje się możliwa nie tylko dla pacjenta, ale także dla jego otoczenia. W ten sposób choroby pełnią funkcję symboliczną, którą zarówno terapeuta, jak i pacjent muszą uznać. Pacjent uczy się, że objawy i dolegliwości związane z chorobą działają jako sygnały do przywrócenia równowagi w czterech wymiarach jego życia.
Zasada Równowagi uznaje, że pomimo różnic społecznych i kulturowych, wszystkie jednostki mają tendencję do polegania na wspólnych mechanizmach radzenia sobie z problemami. Nossrat Peseschkian, w połączeniu z Modelem Równowagi Psychoterapii Pozytywnej, opracował dynamiczne i współczesne podejście do rozwiązywania konfliktów w różnych kulturach. Model ten podkreśla cztery podstawowe aspekty życia:
- Ciało/Zdrowie - problemy psychosomatyczne.
- Osiągnięcia/Praca - czynniki przyczyniające się do stresu.
- Kontakty/relacje - potencjalne czynniki wywołujące depresję.
- Przyszłość/Fantazja/Sens życia - lęki i fobie.

Podczas gdy te cztery domeny są nieodłączne dla wszystkich ludzi, społeczeństwa zachodnie mają tendencję do priorytetowego traktowania obszarów dobrego samopoczucia fizycznego i sukcesu zawodowego, podczas gdy półkula wschodnia kładzie większy nacisk na więzi międzyludzkie, wyobraźnię i przyszłe aspiracje (transkulturowy aspekt pozytywnej psychoterapii). Wiadomo, że niewystarczający kontakt i brak wyobraźni przyczyniają się do różnych chorób psychosomatycznych.
Każda osoba rozwija własne preferencje radzenia sobie z konfliktami. Jednakże, gdy jeden konkretny sposób rozwiązywania konfliktów dominuje, inne sposoby mogą zostać przyćmione. Treści konfliktów, takie jak punktualność, uporządkowanie, uprzejmość, zaufanie, czas i cierpliwość, są klasyfikowane jako zdolności pierwotne i wtórne, zbudowane na podstawowych zdolnościach miłości i wiedzy. Można to postrzegać jako oparte na treści rozróżnienie klasycznego modelu Freuda na id, ego i superego.
Zasada Konsultacji wprowadza koncepcję pięciu etapów terapii i samopomocy, które są ściśle powiązane w Psychoterapii Pozytywnej. Na tych etapach zarówno pacjent, jak i jego rodzina są wspólnie informowani o chorobie i zindywidualizowanym rozwiązaniu. Pięć etapów wygląda następująco:
1. Obserwacja i dystans: Ten etap obejmuje postrzeganie i wyrażanie pragnień i problemów przy jednoczesnym zachowaniu pewnego poziomu emocjonalnego dystansu.
2. Inwentaryzacja: Zdolności poznawcze wchodzą w grę, gdy pacjent zastanawia się nad znaczącymi wydarzeniami życiowymi, które miały miejsce w ciągu ostatnich 5 do 10 lat.
3. Zachęta sytuacyjna: Na tym etapie nacisk kładzie się na samopomoc i aktywację zasobów wewnętrznych. Pacjent jest zachęcany do korzystania z wcześniejszych sukcesów w rozwiązywaniu konfliktów.
4. Werbalizacja: Podkreśla się zdolności komunikacyjne pacjenta, umożliwiając mu artykułowanie i wyrażanie nierozwiązanych konfliktów i problemów związanych z czterema wymiarami życia.
5. Rozszerzenie celów: Etap ten ma na celu wspieranie przyszłościowej orientacji w życiu po rozwiązaniu problemów. Pacjentowi zadawane są pytania typu: "Co chciałbyś robić, gdy wszystkie problemy zostaną rozwiązane? Jakie są twoje cele na następne pięć lat?".

Te pięć etapów obejmuje kompleksowe podejście do terapii i samopomocy, zapewniając ramy do zajmowania się różnymi aspektami dobrostanu jednostki oraz promowania jej rozwoju osobistego i przyszłych aspiracji.

### Psychoterapia pozytywna jako metateoria
Początkowy cel Peseschkiana był dwojaki: po pierwsze, stworzenie metody, którą pacjenci mogliby łatwo zrozumieć i wykorzystać, a po drugie, zaoferowanie psychoterapii pozytywnej jako mediatora między różnymi szkołami psychoterapii. W swojej książce Positive Psychotherapy (opublikowanej w 1977 roku w języku niemieckim i 1987 roku w języku angielskim) poświęcił temu wyzwaniu cały rozdział zatytułowany "Positive Psychotherapy and Other Psychotherapies" (strony 365–400). Peseschkian uważał ten rozdział za najbardziej wymagający i pracochłonny w książce. Podkreślił, że psychoterapia pozytywna nie powinna być postrzegana jako kolejna metoda w dziedzinie psychoterapii. Zamiast tego zapewnia kompleksowe ramy, które umożliwiają wybór odpowiednich podejść metodologicznych do konkretnych przypadków i ułatwiają naprzemienne stosowanie tych metod. Zasadniczo psychoterapia pozytywna stanowi metateorię psychoterapii. Postrzega psychoterapię nie tylko jako ustaloną metodę radzenia sobie z określonymi profilami objawów, ale także jako odpowiedź na szersze konteksty społeczne, transkulturowe i społeczne, w których działa.
Peseschkian podkreślał również, że psychoterapia pozytywna nie powinna być postrzegana jako zamknięty i wyłączny system; zamiast tego przypisuje znaczenie różnym metodom psychoterapeutycznym. Obejmuje różne podejścia, takie jak psychoanalityczne, psychodynamiczne, terapia behawioralna, terapia grupowa, hipnoterapia, leczenie farmakologiczne i fizykoterapia. Psychoterapię pozytywną można uznać za metodę integracyjną, która obejmuje wiele wymiarów terapii.
Minęły prawie dwie dekady, zanim Klaus Grawe i jego koledzy ze Szwajcarii opublikowali metaanalizę skuteczności różnych podejść psychoterapeutycznych i zaproponowali ogólną metodę, która wykraczała poza tradycyjne szkoły psychoterapii. W Stanach Zjednoczonych Jerome Frank opublikował schemat zintegrowanej psychoterapii, ale ten plan również spotkał się z kontrowersjami i nie został zaakceptowany. Ruchy na rzecz psychoterapii eklektycznej i integracyjnej, które od tego czasu zyskały coraz większą akceptację, ominęły jednak główny cel integracji teoretycznej i w dużej mierze zadowoliły się peryferyjną funkcją stosowania technik z różnych szkół. Obecnie panuje coraz większa zgoda co do tego, że czynniki takie jak sojusz terapeutyczny, empatia, oczekiwania, adaptacja kulturowa i osobowość terapeuty są ważniejsze niż konkretne metody i techniki.

### Pozytywne podejście
Psychoterapia pozytywna kładzie nacisk na mobilizację istniejących zdolności i potencjału do samopomocy, zamiast skupiać się przede wszystkim na eliminowaniu istniejących zaburzeń. Terapia rozpoczyna się od możliwości rozwoju i zdolności zaangażowanych osób (Peseschkian N., s. 1-7), zgodnie z podejściem Maslowa, który ukuł termin "psychologia pozytywna", aby podkreślić znaczenie skupienia się na pozytywnych cechach ludzi. Objawy i zaburzenia są postrzegane jako reakcje na konflikty, a terapia nazywana jest "pozytywną", ponieważ uznaje całość zaangażowanych osób, w tym zarówno patogenezę choroby, jak i salutogenezę radości, zdolności, zasobów, potencjałów i możliwości. (Jork K, Peseschkian N., s. 13).
Termin pozytywny w psychoterapii pozytywnej opiera się na koncepcji "nauk pozytywnych" (na podstawie Maxa Webera, 1988), co oznacza wolny od osądów opis obserwowanego zjawiska. Nossrat Peseschkian używa terminu positum w szerszym znaczeniu, oznaczającym to, co jest dostępne, dane lub rzeczywiste. Ten pozytywny aspekt choroby jest tak samo ważny dla zrozumienia i klinicznego leczenia dolegliwości, jak aspekt negatywny. Terapia ma na celu zmobilizowanie istniejących zdolności i potencjału do samopomocy i koncentruje się na możliwościach rozwoju i zdolnościach zaangażowanych osób, zamiast traktować je jako "worek objawów". Peseschkian uważa, że objawy i zaburzenia są reakcjami na konflikty, a terapia jest nazywana "pozytywną", ponieważ opiera się na koncepcji całości zaangażowanych osób jako danej.
Koncepcja psychoterapii pozytywnej opiera się na humanistycznym spojrzeniu na naturę ludzką, które podkreśla wrodzoną dobroć i potencjał jednostek. Według PPT ludzie mają dwie podstawowe zdolności: kochać i wiedzieć, a poprzez edukację i rozwój osobisty mogą dalej rozwijać te zdolności i swoją unikalną osobowość. W tym kontekście terapia jest postrzegana jako narzędzie promujące dalszy rozwój i edukację pacjenta i jego rodziny.
W psychoterapii pozytywnej zaburzenia są przedstawiane w pozytywnym świetle. Na przykład depresja jest postrzegana jako "zdolność do reagowania na konflikty z głęboką emocjonalnością"; strach przed samotnością jest postrzegany jako "pragnienie bycia z innymi ludźmi"; alkoholizm jest reinterpretowany jako "zdolność do dostarczania sobie ciepła (i miłości), którego nie otrzymuje się od innych"; psychoza jest uważana za "zdolność do życia w dwóch światach jednocześnie"; a zaburzenia serca są postrzegane jako "zdolność do trzymania czegoś bardzo blisko serca".
Pozytywny proces związany z PPT skutkuje zmianą perspektywy dla wszystkich zaangażowanych stron, w tym pacjenta, jego rodziny oraz terapeuty/lekarza. Zamiast skupiać się wyłącznie na objawie, uwaga kierowana jest na konflikt leżący u jego podstaw. Co więcej, podejście to pozwala na identyfikację "prawdziwego pacjenta", który często nie jest osobą poszukującą leczenia, ale raczej członkiem jego środowiska społecznego. Interpretując choroby w pozytywnym świetle, pacjenci są zachęcani do zrozumienia potencjalnej funkcji i psychodynamicznego znaczenia ich choroby dla siebie i otaczających ich osób oraz do rozpoznania swoich zdolności, a nie tylko patologii.

### Podstawowe i rzeczywiste możliwości
Konflikty w życiu codziennym, a także konflikty wewnętrzne, które mogą prowadzić do zaburzeń psychicznych i chorób, często wiążą się z rzeczywistymi osądami wartości. Stoją za nimi na przykład koncepcje miłości lub sprawiedliwości lub wartości takie jak uporządkowanie, zaufanie lub cierpliwość, cechy, które w psychoterapii pozytywnej nazywane są rzeczywistymi zdolnościami. Sposoby zachowania, wartości, cnoty i konfliktowe idee są powiązane z konkretnymi treściami rzeczywistych zdolności, które są obecne we wszystkich kulturach. Każda osoba reaguje na swój własny sposób na koncepcję, której nauczyła się i rozwinęła w trakcie swojego życia, która jest pod wrażeniem indywidualnego doświadczenia i która stała się odziedziczonym modelem poprzez kulturę i edukację. Na przykład punktualność lub zaufanie będą traktowane inaczej przez dwie różne osoby w porównywalnych sytuacjach. Konflikty prowadzące do niepokoju, a nawet reakcji fizycznych, często wynikają z rozbieżnych koncepcji dotyczących aktywnych rzeczywistych zdolności, na przykład punktualności lub zaufania. Różne wartościowanie pojęć wynika z odmiennych koncepcji kulturowych i rodzinnych. Znaczenie punktualności lub zaufania w porównaniu z kontaktem, osiągnięciami lub sprawiedliwością są postrzegane jako różne w zależności od osoby. Może to prowadzić do konfliktów, ale także do wymiany, uczenia się i poszerzania koncepcji danej osoby. W 1977 roku Nossrat Peseschkian wprowadził termin "rzeczywiste możliwości"
Według Peseschkiana każda osoba posiada dwie podstawowe zdolności: Zdolność do miłości, wyrażoną w pierwotnych zdolnościach jako potrzeby emocjonalne, oraz zdolność do poznania, rozwiniętą wraz z wtórnymi zdolnościami rzeczywistymi, czyli normami społecznymi. Zdolność do miłości znajduje swój wyraz w podstawowych rzeczywistych zdolnościach, takich jak cierpliwość, czas i zaufanie. Zdolność poznania znajduje swój wyraz we wtórnych rzeczywistych zdolnościach, takich jak punktualność, czystość i porządek: "Strukturyzujemy nasze doświadczenia z pomocą zdolności poznania. Zawiera ona zdolność uczenia się (zbierania doświadczeń) i nauczania (przekazywania doświadczeń innym)".
| Podstawowe zdolności (zdolności do kochania)                                           | Zdolności drugorzędne (zdolności do poznania)                       |
| -------------------------------------------------------------------------------------- | ------------------------------------------------------------------- |
| Miłość/Akceptacja                                                                      | Punktualność                                                        |
| Modelowanie                                                                            | Czystość                                                            |
| Cierpliwość                                                                            | Porządek                                                            |
| Czas                                                                                   | Posłuszeństwo/dyscyplina                                            |
| Kontakt                                                                                | Polityczność/stosowność                                             |
| Seksualność/czułość                                                                    | Otwartość/szczerość                                                 |
| Zaufanie                                                                               | Wierność                                                            |
| Zaufanie                                                                               | Sprawiedliwość                                                      |
| Nadzieja                                                                               | Pracowitość/osiągnięcia                                             |
| Wiara                                                                                  | Oszczędność                                                         |
| Wątpliwość                                                                             | Niezawodność                                                        |
| Pewność                                                                                | Dokładność                                                          |
| Jedność                                                                                | Sumienność                                                          |
| Potrzeby emocjonalne i zdolność do nawiązywania relacji (osiągane poprzez modelowanie) | Normy społeczne i kształtowanie relacji (osiągane poprzez edukację) |

Peseschkian opracował "Różnicującą Teorię Analityczną" (, s. 25) jako uzupełnienie ówczesnej psychoanalizy, która zajmowała się przede wszystkim psychoseksualnymi fazami rozwoju (na przykład oralną, analną i edypalną), rozwojem autonomii i konfliktami między id a super ego. Analiza zróżnicowania pyta, jakie konkretne treści pojawiają się na wcześniejszych etapach: Cierpliwość rodziców, rozwój zaufania, doświadczenie miłości w bezwarunkowej akceptacji jest rozwojowym psychologicznym warunkiem wstępnym pomyślnego rozwoju w fazie oralnej. Zdolności te, znane jako "pierwotne", są odciskane na dziecku przez bezpośrednie zachowanie rodziców i ich modelowanie. Zdolności pierwotne, takie jak cierpliwość (wobec siebie lub innych), zaufanie (do siebie, innych lub losu), posiadanie i poświęcanie czasu, są podstawowymi potrzebami rozwoju noworodka. Dziecko potrzebuje ciepła, czasu, cierpliwości i empatycznej, bezwarunkowej akceptacji, aby rozwinąć własną wewnętrzną równowagę odpowiednią do wieku.
Podstawowe rzeczywiste zdolności relacji z pierwszą osobą odniesienia umożliwiają odnoszenie się do siebie, bycie w pokoju z samym sobą, postrzeganie siebie, rozwijanie świadomości siebie i świata, a wreszcie odpowiednie radzenie sobie z wewnętrznymi i zewnętrznymi konfliktami. Podstawowa zdolność "cierpliwości" jest warunkiem wstępnym odpowiedniej kontroli impulsów, zdolność "zaufania" jest wymagana do wewnętrznego wsparcia, ciepła i poczucia bezpieczeństwa. Jak ważna jest nieświadoma, pełna miłości akceptacja otrzymana od matki, babci, która zawsze ma czas i cierpliwość, lub wewnętrzna postać ojca, któremu dziecko może zaufać tak całkowicie, że pozwala sobie wpaść w jego ramiona lub zaufać mu w coś, czemu jeszcze tak naprawdę nie ufało!
Drugorzędne rzeczywiste zdolności, takie jak punktualność, uprzejmość, otwartość, sprawiedliwość czy wierność, często odgrywają rolę norm społecznych w rozwiązywaniu konfliktów i nieporozumień. Podobnie "uporządkowanie" jest jedną z najczęstszych treści konfliktów między rodzicami i dziećmi w kulturach zachodnich, a także między samymi parami. "Sprawiedliwość", zdolność drugorzędna, i doświadczenie niesprawiedliwości muszą być ciągle na nowo konfrontowane i równoważone, kochając akceptację, poświęcając czas na zrozumienie i cierpliwość. "Posłuszeństwo" jako wyraz dyscypliny z powodów historycznych nie jest zbyt cenione w demokratycznych Niemczech, ale mimo to jest ogólnie akceptowane jako fakt życia i postrzegane jako konstruktywne w szkołach, a nieodłączna swoboda podejmowania decyzji jest w pełni akceptowana. decyzje są odkładane na bok przez konieczność przestrzegania zasad. Jest to jednak jeden z najczęstszych czynników konfliktowych w edukacji. W psychoterapii konflikty superego wyróżniają się w sytuacjach naznaczonych religią jako wyzwalacze konfliktów winy.
Z perspektywy międzykulturowej warto zauważyć, że w kulturach orientalnych bardziej cenione są zdolności pierwotne, takie jak miłość, zaufanie i kontakt, podczas gdy zdolności wtórne, takie jak porządek, punktualność i czystość, są bardziej wyraźne w kulturach zachodnich. Nacisk kładziony jest nawet we wczesnym dzieciństwie, na przykład, gdy ustalane są pory karmienia dziecka i jasne zasady dotyczące dokładnego czasu na główny posiłek, a także inne tego typu zasady. Różnice te często prowadzą do nieporozumień, ale także do konfliktów i osądów.
Psychoterapia pozytywna analizuje specyficzną treść konfliktów jako wyzwalaczy emocji i koncentruje się w doradztwie lub terapii na wewnętrznych i zewnętrznych konfliktach lub wartościach oraz zdolnościach, które są treścią tych konfliktów. Emocje, które prowadzą do cierpienia lub objawów fizycznych, można następnie rozumieć jako wartości funkcjonujące w konflikcie przeciwstawnych koncepcji. W związku z tym proces skoncentrowany na konflikcie koncentruje się mniej na wyzwalaczach niż na identyfikacji, a następnie przepracowaniu konfliktu, który je spowodował.

### Podejście transkulturowe
Włączenie perspektywy transkulturowej do psychoterapii było nie tylko głównym celem Nossrata Peseschkiana od samego początku, ale także miało dla niego znaczenie społeczno-polityczne. Nossrat Peseschkian podkreśla znaczenie podejścia transkulturowego w psychoterapii pozytywnej, ponieważ jest to powracający temat w całej metodzie. Perspektywa ta oferuje cenny wgląd w zrozumienie indywidualnych konfliktów i ma znaczące implikacje społeczne. Kwestie takie jak imigracja, pomoc rozwojowa, interakcje z osobami z różnych kultur, małżeństwa transkulturowe, radzenie sobie z uprzedzeniami, alternatywne modele z różnych środowisk kulturowych i wyzwania polityczne wynikające z sytuacji transkulturowych mogą być rozwiązywane przy użyciu tego podejścia.
Uwzględnienie czynników kulturowych i uznanie unikalnego charakteru każdego leczenia rozszerzyło zastosowanie PPT i uczyniło ją skuteczną metodą do stosowania w społeczeństwach wielokulturowych. PPT była nauczana i praktykowana przez psychoterapeutów w ponad 70 krajach i można ją uznać za transkulturowe podejście do psychoterapii. Dlatego zasady PPT stanowią podstawę do definiowania i konstruowania dziedziny psychoterapii transkulturowej, która jest niezbędna dla edukacji psychoterapeutycznej, kształcenia ustawicznego oraz uznawania i przyjmowania nowych dyscyplin psychoterapii.
Znaczenie słowa "transkulturowy" w PPT można rozumieć na dwa sposoby:
1. Po pierwsze, odnosi się do uznania unikalnych cech pacjentów pochodzących z różnych środowisk kulturowych, co jest również znane jako psychoterapia międzykulturowa lub migracyjna.
2. Po drugie, obejmuje uwzględnienie czynników kulturowych w każdej relacji terapeutycznej w celu poszerzenia repertuaru terapeuty i promowania świadomości społeczno-politycznej.

PPT jest metodą wrażliwą na kulturę (koncepcja "jedności w różnorodności"), która może być dostosowana do różnych kultur i sytuacji życiowych i nie powinna być postrzegana jako forma zachodniej "psychologicznej kolonizacji". Nossrat Peseschkian podkreśla znaczenie aspektu społecznego w psychoterapii pozytywnej, sugerując, że można ją szeroko stosować do różnych relacji społecznych, takich jak te między grupami, narodami, narodami i grupami kulturowymi. W ten sposób można stworzyć kompleksową teorię społeczną, koncentrującą się na wyzwaniach interakcji, ludzkich zdolnościach i okolicznościach ekonomicznych.
Psychoterapia transkulturowa to nie tylko porównanie różnych kultur, ale kompleksowa koncepcja, która koncentruje się na kulturowych wymiarach ludzkiego zachowania. Jej celem jest zrozumienie, w jaki sposób ludzie różnią się od siebie i co ich łączy. PPT wykorzystuje przykłady z innych kultur, aby pomóc pacjentom poszerzyć ich własny repertuar zachowań i zrelatywizować ich własną perspektywę. Narzędzia takie jak historie, opowieści, normy społeczne i model równowagi są wykorzystywane do promowania perspektywy transkulturowej. W 1979 roku Nossrat Peseschkian użył terminu "psychoterapia transkulturowa" i poświęcił jej rozdział w swojej książce The Merchant and the Parrot: Oriental Stories in Positive Psychotherapy. Uważał, że rozwiązywanie problemów transkulturowych będzie jednym z głównych zadań przyszłości ze względu na rosnące znaczenie trudności transkulturowych w życiu prywatnym, pracy i polityce. Zasada problemów transkulturowych staje się zasadą relacji międzyludzkich i radzenia sobie z wewnętrznymi konfliktami, stając się ostatecznie przedmiotem psychoterapii.

### Pierwszy wywiad w psychoterapii pozytywnej
Peseschkian opracował częściowo ustrukturyzowany pierwszy wywiad, który jest jednym z niewielu w dziedzinie psychoterapii psychodynamicznej. Rozprawa doktorska Hamida Peseschkiana, przedstawiona w 1988 roku, była pierwszą rozprawą doktorską dotyczącą PPT. Pierwszy wywiad w PPT został po raz pierwszy ustrukturyzowany w tej rozprawie, przedstawiono kwestionariusz do tego pierwszego wywiadu i przeprowadzono jego psychodynamiczne badanie. Ten prekursor późniejszego częściowo ustrukturyzowanego pierwszego wywiadu psychodynamicznego był znaczącym wkładem w psychoterapię psychodynamiczną i został opublikowany w 1988 roku wraz z kwestionariuszem WIPPF dotyczącym PPT.
Pierwszy wywiad w psychoterapii jest kluczowym elementem, który można porównać do badania lekarskiego i zbierania wywiadu w medycynie somatycznej. Służy on kilku celom, w tym diagnozie, planowaniu terapii, prognozowaniu i generowaniu hipotez. W PPT pierwszy wywiad obejmuje podejście diagnostyczne podobne do wywiadu medycznego, ale uwzględnia również czynniki relacji i sojusz terapeutyczny. Uznaje wpływ oczekiwań, w tym nadzieję na skuteczną terapię (Snyder, 193-212, Frank). Ze względu na częściowo ustrukturyzowany charakter i adaptowalne koncepcje, może być stosowana w różnych kontekstach, takich jak terapia indywidualna, terapia par, terapia rodzinna, doradztwo i coaching, i jest odpowiednia dla różnych środowisk kulturowych.
Pierwsza rozmowa w PPT to częściowo ustrukturyzowana rozmowa, która zawiera zarówno pytania obowiązkowe, jak i opcjonalne. W zależności od odpowiedzi udzielonych na pytania obowiązkowe, terapeuta może zadać pytania opcjonalne lub nie. Pytania mogą być otwarte lub zamknięte i mają na celu zebranie informacji do celów diagnostycznych, terapeutycznych, prognostycznych i formułowania hipotez ( s. 31). Wywiad może być wykorzystany podczas wstępnego spotkania lub wczesnych sesji w ramach wstępnej fazy terapii, a także może być wykorzystany do celów orientacyjnych podczas pierwszej sesji, a terapeuta pogłębia poszczególne obszary podczas kolejnych sesji. Pierwszy wywiad ma zastosowanie w szerokim zakresie ustawień, w tym w terapii osób indywidualnych, dzieci, młodzieży, par i rodzin, a także w doradztwie i coachingu, i może być dostosowany do różnych kultur.

### Model równowagi
Model Balance jest powszechnie uznawany i może być stosowany w różnych dziedzinach, w tym w terapii, samopomocy i terapii rodzinnej. Można go porównać do koncepcji libido Freuda, celów życiowych Adlera i czterech funkcji Junga: percepcji, proporcji, wrażliwości i intuicji. Model równowagi oferuje strukturalną reprezentację osobowości i umożliwia identyfikację obszarów, w których danej osobie może brakować. Zajmując się tymi obszarami, można osiągnąć nową równowagę, prowadzącą do syntezy w ramach terapii.

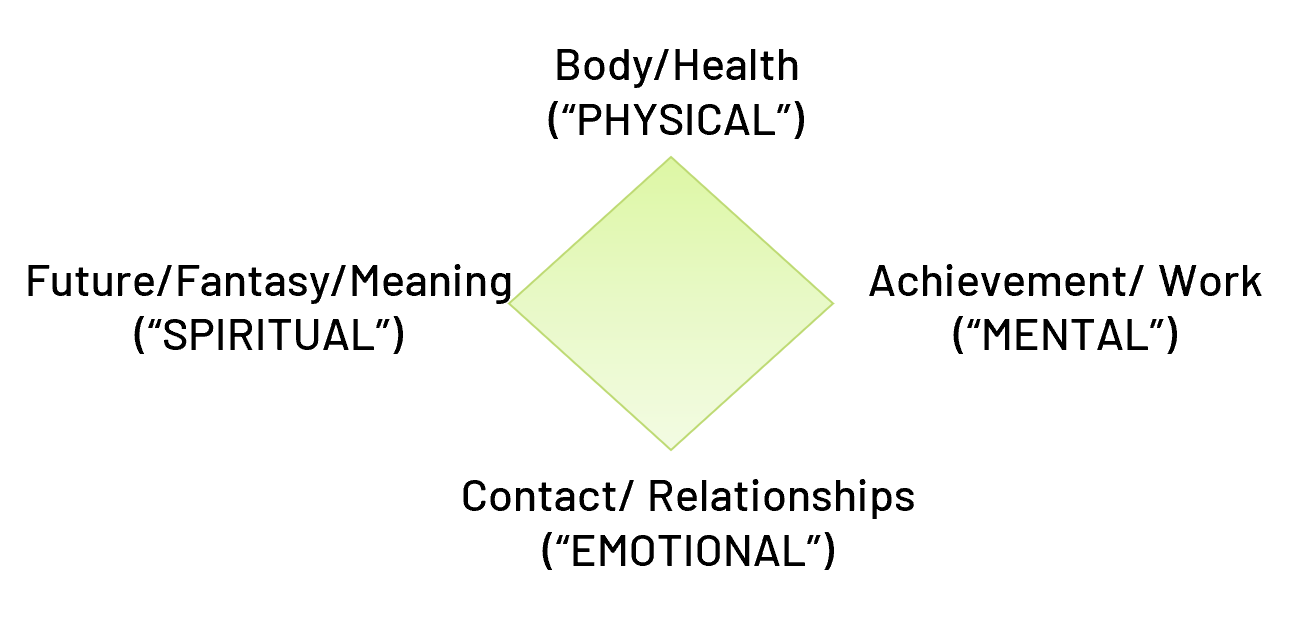
Model równowagi w psychoterapii pozytywnej opracowany przez Nossrata Peseschkiana

Model Równowagi opiera się na koncepcji, że istnieją zasadniczo cztery obszary życia, w których człowiek żyje i funkcjonuje, i które znacząco wpływają na ogólną satysfakcję jednostki, poczucie własnej wartości i zdolność radzenia sobie z wyzwaniami. Obszary te służą jako kluczowe wskaźniki osobowości jednostki w chwili obecnej i obejmują biologiczno-fizyczne, racjonalno-intelektualne, społeczno-emocjonalne i wyobrażeniowe, zorientowane na wartości aspekty codziennego życia. Podczas gdy wszystkie osoby posiadają potencjał w każdym z tych obszarów, niektóre z nich mogą być bardziej widoczne lub zaniedbane w oparciu o różnice w edukacji i środowisku. Energie życiowe, działania i reakcje są pod wpływem i są powiązane z tymi czterema obszarami:
1. Czynności fizyczne i postrzeganie, takie jak jedzenie, picie, czułość, seksualność, sen, relaks, sport, wygląd i ubranie;
2. Osiągnięcia zawodowe i umiejętności, takie jak handel, obowiązki domowe, ogrodnictwo, podstawowa i zaawansowana edukacja oraz zarządzanie pieniędzmi;
3. Relacje i style kontaktów z partnerami, rodziną, przyjaciółmi, znajomymi i nieznajomymi; zaangażowanie i aktywność społeczna;
4. Plany na przyszłość, praktyki religijne/duchowe, cel/znaczenie, medytacja, refleksja, śmierć, przekonania, pomysły i rozwój wizji lub wyobraźni-fantazji.

Celem Modelu Równowagi jest przywrócenie równowagi pomiędzy czterema obszarami życia. W leczeniu psychoterapeutycznym celem jest pomoc pacjentowi w zidentyfikowaniu własnych zasobów i wykorzystaniu ich w celu osiągnięcia dynamicznej równowagi. W szczególności wiąże się to z ustaleniem priorytetów zrównoważonej alokacji energii, przy czym każdy obszar otrzymuje dynamicznie równą proporcję (25%), a nie równą ilość czasu. Długotrwała jednostronność może prowadzić do konfliktów i chorób, a także innych negatywnych skutków.

### Wymiary modelu
Ocena wpływu doświadczeń z wczesnego dzieciństwa na pacjenta jest kluczowym i trudnym zadaniem w psychoterapii psychodynamicznej. W PPT koncepcja Model Dimensions, znana również jako "przykłady", "wzorce do naśladowania" lub "formy miłości", jest wykorzystywana jako narzędzie do opisania wzorca koncepcji rodzinnych, które kształtują doświadczenie i rozwój jednostki. Wczesne wychowanie i środowisko wpływają na unikalny rozwój i ekspresję podstawowych zdolności do miłości i wiedzy, jak opisał Nossrat Peseschkian. Model równowagi ilustruje środki zdolności poznania, podczas gdy cztery wymiary modelu ilustrują środki zdolności kochania.

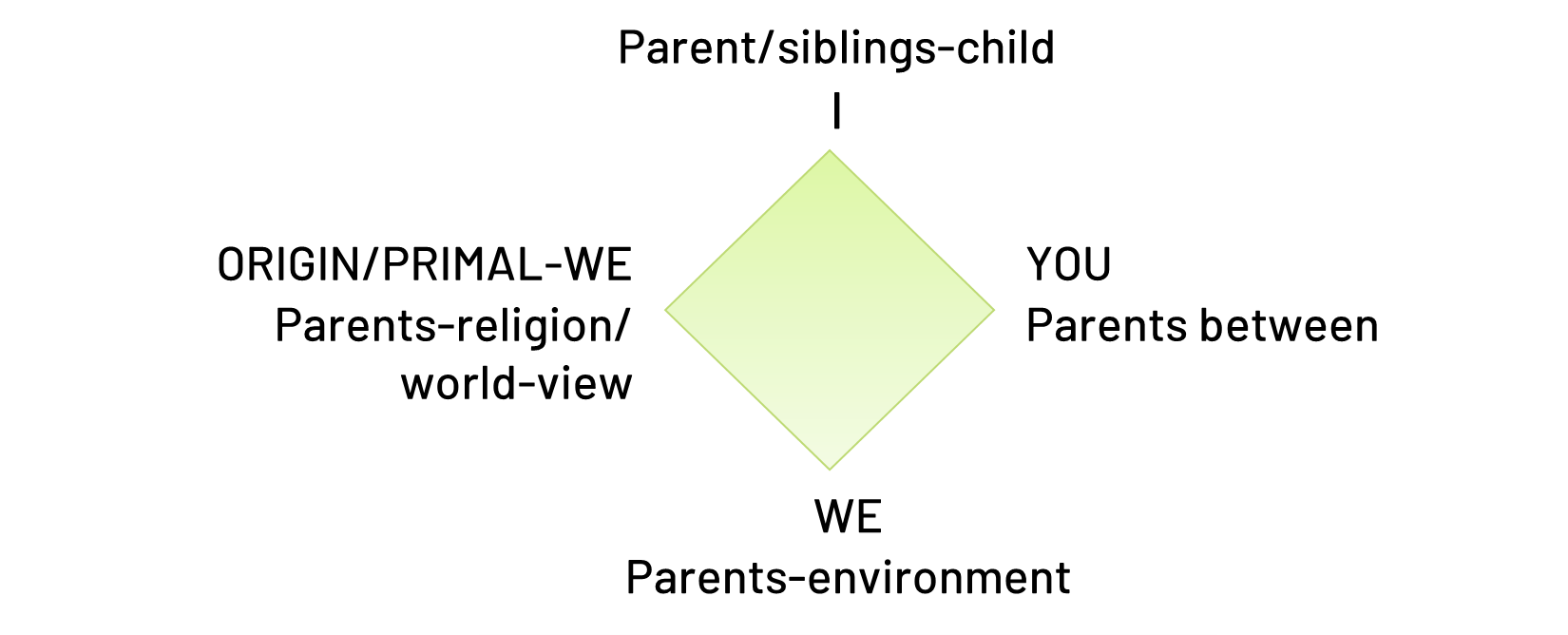
Cztery wymiary modelu pozytywnej psychoterapii

Zastosowanie czterech wymiarów modelu w PPT rozszerza analityczne teorie "ja" i "obiektu" Kohuta i Kernberga, wprowadzając nie tylko wymiar "ja", ale także wymiary "ty", "my" i "pierwotne my". Wymiar "Ty" reprezentuje relację rodziców pacjenta lub głównych opiekunów między sobą, podczas gdy wymiar "My" obejmuje doświadczenia rodziców/głównych opiekunów z innymi. Wymiar "Pierwotne My", który jest unikalny dla PPT, opisuje relacje między głównymi opiekunami pacjenta, takimi jak rodzice i dziadkowie, a ich życiem. 
filozofia lub przekonania religijne. Włączając te cztery relacje podmiotowe, PPT rozszerza teorie "ja-obiekt" i staje się wyróżniającym się podejściem, które może potencjalnie wpłynąć na przyszłość terapii psychodynamicznych.
1. Wymiar "I" to wymiar modelu, który koncentruje się na relacji jednostki z samą sobą i jej życiowych zmaganiach, takich jak poczucie własnej wartości, pewność siebie, obraz siebie i podstawowe zaufanie w porównaniu z podstawową nieufnością. Kwestie te są w dużej mierze zależne od doświadczeń jednostki z dzieciństwa oraz jej relacji z rodzicami i rodzeństwem. W dzieciństwie jednostki uczą się tworzyć relacje z samym sobą w oparciu o to, w jaki sposób zaspokajane są ich pragnienia i potrzeby.
2. Wymiar "Ty" odnosi się do relacji jednostki z innymi, w szczególności z jej romantycznym partnerem. Podstawowym modelem dla tej relacji jest przykład dawany przez rodziców jednostki, szczególnie w ich własnych relacjach ze sobą. Zachowanie i interakcje między rodzicami służą jako model dla możliwych sposobów zachowania w partnerstwie, wpływając na to, jak jednostka tworzy własne relacje ze swoim romantycznym partnerem.
3. Wymiar "My" dotyczy relacji jednostki z jej otoczeniem społecznym i jest w dużej mierze pod wpływem relacji rodziców z ich własnym środowiskiem społecznym. Poprzez socjalizację, postawy wobec zachowań społecznych i norm osiągnięć są przekazywane przez rodziców ich dzieciom. Te postawy i oczekiwania są związane z więziami społecznymi wykraczającymi poza najbliższą rodzinę, takimi jak relacje z krewnymi, kolegami, grupami odniesienia społecznego, grupami zainteresowań, rodakami i ludzkością jako całością. Sposoby, w jakie rodzice wchodzą w interakcje i poruszają się w tych relacjach społecznych, kształtują zrozumienie i podejście ich dzieci do zachowań społecznych.
4. Wymiar "Pochodzenie/Pierwotna społeczność" odnosi się do relacji jednostki z jej pochodzeniem lub pierwotną społecznością, na którą duży wpływ ma stosunek rodziców do znaczenia, celu, duchowości/religii i światopoglądu. Wymiar ten nie opiera się wyłącznie na formalnym członkostwie w społeczności religijnej, ale ma fundamentalne znaczenie dla kwestii znaczenia, które pojawia się w późniejszym życiu. Nawet jeśli dana osoba odrzuca religię, jej związek z pochodzeniem lub pierwotną społecznością pozostaje ważny jako podstawa dla innych systemów orientacji, które mają zapewnić sens i cel.

### Model konfliktu
Psychodynamiczny model konfliktu Peseschkiana (patrz rysunek) podkreśla rozróżnienie między treścią, która jest centralnym punktem sporu, a jego wewnętrzną oceną. Model rozróżnia rzeczywisty konflikt, który pojawia się w uciążliwej sytuacji, istniejący wcześniej konflikt podstawowy oraz nieświadomy konflikt wewnętrzny, który powoduje objawy fizyczne i/lub psychiczne. Termin "konflikt" (od łacińskiego confligere, oznaczającego starcie lub walkę) odnosi się do pozornej niezgodności wewnętrznych i zewnętrznych wartości i koncepcji lub wewnętrznej ambiwalencji. Emocje, stany afektywne i reakcje fizyczne mogą być rozumiane jako wskaźniki sygnału wewnętrznego konfliktu wartości i dystrybucji rzeczywistych możliwości. Dlatego w PPT zadaje się pytanie o treść: co powoduje lub wyzwala tę emocję?.

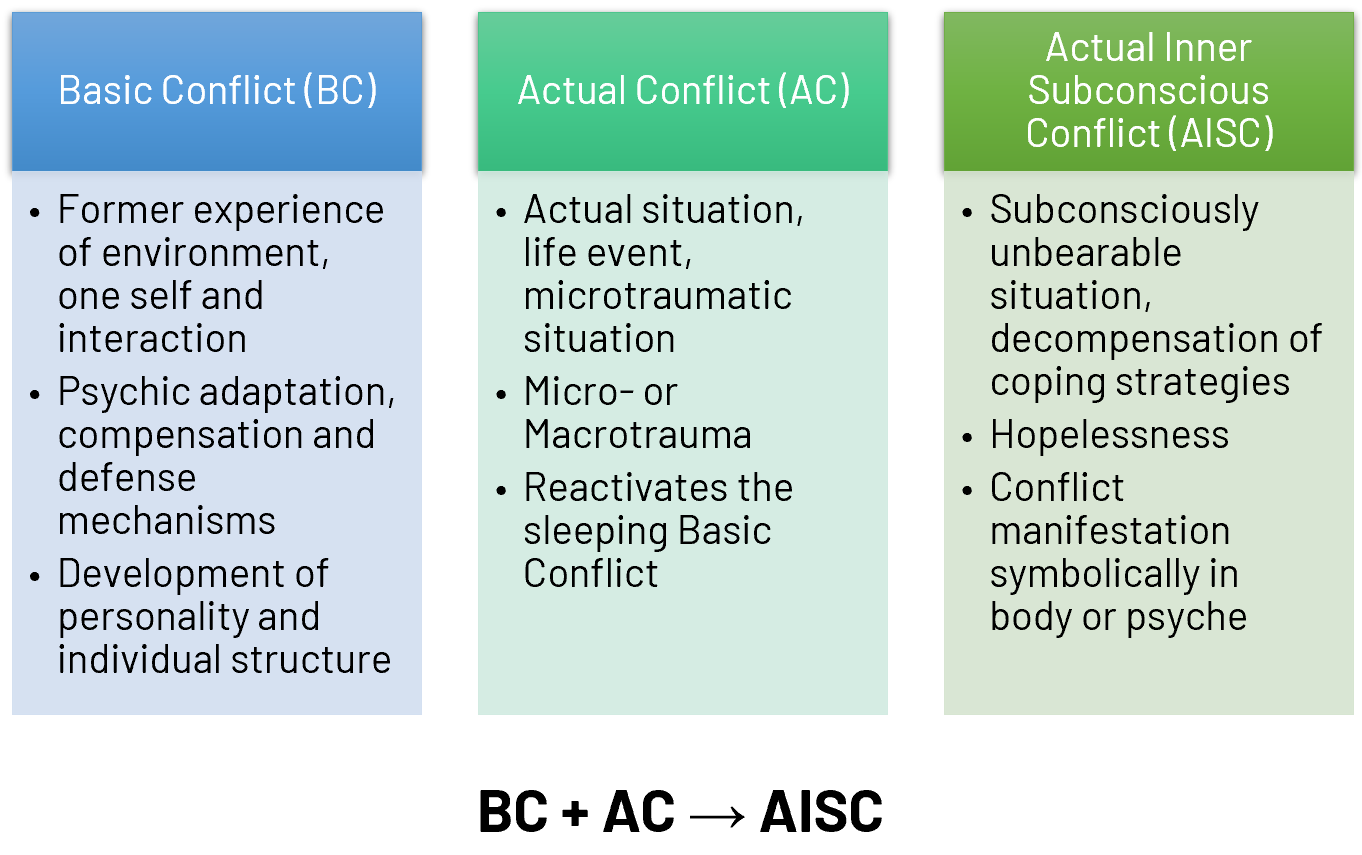
Koncepcja trzech głównych konfliktów w PPT

Koncepcja "mikrotraumy" Peseschkiana odnosi się do nagromadzenia małych, powtarzających się urazów psychicznych, które powodują mikrostres lub "drobiazgi lub drobiazgi" ( s. 80) i mogą wywoływać wewnętrzne konflikty. Te mikrourazy różnią się od głównych wydarzeń życiowych lub makrotraumy. Są one uważane za treść konfliktu i są związane z rzeczywistymi zdolnościami posiadanymi przez jednostki, które umożliwiają im tworzenie relacji, ale mogą również stać się źródłem konfliktu. W rzeczywistym konflikcie, gdy mechanizmy radzenia sobie są przeciążone, może pojawić się stary nieświadomy podstawowy konflikt, stawiający podstawowe potrzeby emocjonalne, takie jak zaufanie, nadzieja lub czułość, przeciwko drugorzędnym zdolnościom lub normom społecznym, takim jak porządek, punktualność, sprawiedliwość lub otwartość. Kiedy poprzedni kompromis, który działał w celu rozwiązania podstawowego konfliktu, nie jest już skuteczny, pojawia się konflikt wewnętrzny, prowadzący do objawów, które są postrzegane jako próby rozwiązania. Te reakcje konfliktowe można przedstawić za pomocą modelu równowagi, nawet jeśli nie mogą one przynieść rozwiązania, nadal mają wpływ.
Kiedy pewne umiejętności, moralność, idee lub zasady są konsekwentnie wykorzystywane bez dostosowania do aktualnych okoliczności, może to prowadzić do zaburzeń. Jeśli koncepcje rodzinne lub kompromisy zawarte w przeszłości są nadal powtarzane, może powstać nieświadomy konflikt wewnętrzny, który może powodować zaburzenia psychiczne, psychosomatyczne lub fizyczne. Objawy te służą pacjentowi jako sposób na wyrażenie czegoś nieświadomie i mają szczególne znaczenie dla każdego. Celem PPT jest wzmocnienie zaniedbanych obszarów i słabo rozwiniętych zdolności w ramach relacji terapeutycznej i codziennego życia, umożliwiając pacjentom skuteczne rozwiązywanie konfliktów i osiągnięcie wewnętrznej i zewnętrznej równowagi.

### Podejście narracyjne wykorzystujące historie i mądrość
Specjalną techniką stosowaną w PPT jest terapeutyczne wykorzystanie opowieści, historii i przysłów, które po raz pierwszy wprowadził Nossrat Peseschkian w swojej pracy Oriental Stories as Tools in Psychotherapy - The Merchant and the Parrot w 1979 roku. Podczas gdy hipnoterapia (Milton Erickson) stosowała to podejście, nie było ono powszechne w terapii psychodynamicznej aż do pracy Peseschkiana. W przeciwieństwie do Carla Gustava Junga, który skupiał się na bajkach, metoda Peseschkiana wykorzystuje szerszy zakres terapii narracyjnej i narzędzi asocjacyjnych. "Wykorzystując historie i przypowieści ze Wschodu i innych kultur, podejmuje się wysiłek, aby rozpoznać i rozwinąć potencjał danej osoby do samopomocy. Odnosząc się do symbolicznego znaczenia przysłów i starych słów mądrości zaczerpniętych z wielu kultur, osoba, której są one opowiadane, jest prowadzona w psychoterapii do bardziej pozytywnego spojrzenia na siebie" ( s. 92).
Zamierzony terapeutyczny efekt zaskoczenia wynikający z wykorzystania wschodnich opowieści, które początkowo mogą wydawać się nieznane w kulturze europejskiej, okazał się skuteczny nie tylko w innych kulturach ( s. 24-34). Opowieści pełnią wiele funkcji w terapii, w tym tworzenie norm do porównywania siebie i kwestionowanie ustalonych norm, aby postrzegać je jako względne. Na pierwszym etapie terapii historie te mogą prowadzić do zmiany perspektywy, która jest następnie wykorzystywana na kolejnych etapach. Takie narracje mogą również ułatwiać uwalnianie emocji i myśli, często odgrywając kluczową rolę w terapii. Opowiadanie historii w terapii służy jako lustro, które pozwala czytelnikom lub słuchaczom identyfikować się z bohaterami i ich doświadczeniami, odzwierciedlając ich własne potrzeby i sytuacje. Przedstawiając rozwiązania, historie mogą działać jako modele, które pacjenci mogą porównać z własnym podejściem, prowadząc do szerszych interpretacji i potencjału zmiany. Dodatkowo, opowiadanie historii jest szczególnie skuteczne w pomaganiu pacjentom, którzy są oporni na zmiany i którzy trzymają się starych i przestarzałych pomysłów.

### Pięcioetapowe koncepcje
Pięcioetapowe koncepcje stosowane w terapii indywidualnej i rodzinnej, podobne do pięciu palców każdej dłoni, ściśle przypominają naturalny proces obserwowany w psychoterapii grupowej opisanej przez Raymonda Battegaya, psychodramie opisanej przez Moreno i dalszej edukacji ludzi opisanej przez Alfreda Adlera. To, co wyróżnia podejście Peseschkiana, to systematyczne stosowanie tego modelu procesowego w psychoterapii. Pięcioetapowa procedura służy jako mapa drogowa zarówno dla terapeuty, jak i klienta, aby znaleźć najskuteczniejsze sposoby samopomocy. Badania nad terapią wykazały, że im lepiej radzimy sobie z trudnymi sytuacjami terapeutycznymi i zastanawiamy się nad relacją terapeutyczną, tym bardziej prawdopodobne jest, że terapia zakończy się sukcesem.
Trzy etapy interakcji w terapii (przywiązanie, różnicowanie, oderwanie) obejmują pięcioetapowy proces komunikacji, który jest wykorzystywany zarówno podczas indywidualnych sesji, jak i w trakcie całej terapii.
1. Pierwszym krokiem jest akceptacja, obserwacja i zdystansowanie się, co wiąże się ze zmianą perspektywy.
2. Drugi krok obejmuje inwentaryzację, rozróżnienie treści i tła konfliktu oraz mocnych stron pacjenta.
3. Trzecim krokiem jest zachęta sytuacyjna, w ramach której rozwijana jest samopomoc i zasoby.
4. Czwarty krok polega na przepracowaniu konfliktu poprzez werbalizację.
5. Piąty i ostatni krok, zwany poszerzaniem celów, obejmuje refleksję, podsumowanie i testowanie nowych koncepcji, strategii i perspektyw z ukierunkowaniem na przyszłość.

To ustrukturyzowane podejście komunikacyjne jest unikalne dla metody Peseschkian i przyczynia się do pomyślnych wyników terapii. Ten proces terapeutyczny koncentruje się na przyszłości i zmianie, a także obejmuje wykorzystanie koncepcji z przeszłości, które są skuteczne w teraźniejszości. Dodatkowo, koncepcje z innych dyscyplin psychoterapii są wykorzystywane w stosownych przypadkach (aspekt integracyjny). Pacjent i jego otoczenie aktywnie uczestniczą w zrozumieniu procesu chorobowego (samopomoc).
Pięć etapów PPT służy jako struktura komunikacji w trakcie sesji terapeutycznej lub całego procesu terapeutycznego, który w przeciwnym razie nie miałby kierunku. Poprzez wykorzystanie odpowiedniego zrozumienia, wiodących pytań, historii, wyzwalaczy skojarzeń i powracanie do poprzednich tematów, terapeuta ułatwia pacjentowi opowiadanie historii i refleksję. Proces ten daje zarówno terapeucie, jak i pacjentowi punkt wyjścia i poczucie bezpieczeństwa, przygotowując pacjenta do pracy nad konfliktami i angażowania się w samopomoc, zwłaszcza po zakończeniu terapii.

## Zastosowanie

### Obszary zastosowania PPT
Metoda psychoterapii pozytywnej, która pierwotnie została opracowana dla psychoterapii, wykroczyła poza swoje tradycyjne zastosowanie i została zastosowana w różnych dziedzinach, takich jak poradnictwo, pedagogika i praca socjalna. W Niemczech PPT jest stosowana w poradnictwie od 1992 roku, a w Bułgarii od tego samego roku w pedagogice. W Chinach od 2014 roku jest wykorzystywana do szkolenia pracowników socjalnych w zakresie zaburzeń zdrowia psychicznego, radzenia sobie z rodzinami i zapobiegania wypaleniu zawodowemu. PPT jest również wykorzystywana jako podstawa specjalistycznych programów szkoleniowych w terapii dzieci i młodzieży w Bułgarii od 2006 roku, a później na Ukrainie i w Rosji. Specjaliści z różnych krajów, takich jak Niemcy, Bułgaria, Cypr, Turcja, Kosowo, Chiny, Boliwia i Ukraina specjalizują się w pozytywnej terapii rodzinnej i doradztwie opartym na PPT. W rezultacie PPT stała się sposobem dzielenia się kompetencjami i doświadczeniami psychoterapeutycznymi na różnych polach zawodowych i kulturowych.
Pierwotnie zaprojektowana jako podstawowe pozytywne leczenie psychosomatyczne dla zdrowia psychicznego, medycyny psychosomatycznej, profilaktyki i psychoterapii, Psychoterapia Pozytywna była wykorzystywana przez wielu lekarzy w Niemczech. Podejście to zostało wdrożone w wielu szpitalach, a także w zatwierdzonym przez państwo programie szkoleniowym Akademii Psychoterapii w Wiesbaden w zakresie terapii psychodynamicznej w Niemczech.

### Poza psychoterapią
Psychoterapia pozytywna znalazła zastosowanie w szerokim zakresie środowisk, w tym w edukacji i szkołach, psychologii religii, szkoleniach dla nauczycieli, zarządzaniu czasem, różnych kontekstach doradztwa, szkoleniach menedżerskich, seminariach przygotowujących do partnerstwa lub małżeństwa, rekrutacji, szkoleniach dla prawników i mediatorów; szkolenia międzykulturowe, naturopatię i terapię porządku (znaną również jako medycyna umysłu i ciała), zapobieganie wypaleniu zawodowemu i nadzór. Dodatkowo PPT jest wykorzystywana w coachingu, poradnictwie rodzinnym i poradnictwie ogólnym.

## Leczenie

### Praktyka
Psychoterapia pozytywna jest wykorzystywana w leczeniu różnych schorzeń psychicznych, w tym zaburzeń nastroju (afektywnych), zaburzeń nerwicowych, zaburzeń związanych ze stresem, zaburzeń somatoformicznych i niektórych zespołów behawioralnych sklasyfikowanych w ICD-10 (rozdziały F3-5). Okazała się również obiecująca w odniesieniu do zaburzeń osobowości (rozdział F6). PPT została z powodzeniem zintegrowana z tradycyjną terapią indywidualną i okazała się korzystna w terapii par, rodzin i grup. Ponadto PPT została zastosowana w dziedzinie psychiatrii, wykazując swoją skuteczność w pracy z pacjentami (post)psychotycznymi oraz w ustawieniach grupowych w szpitalach psychiatrycznych, gdzie wykorzystanie historii i anegdot okazało się szczególnie skuteczne.

### Samopomoc
Książki Peseschkiana są specjalnie przeznaczone dla osób niebędących ekspertami i poszukujących samopomocy. Jego prace, takie jak "Psychoterapia życia codziennego" (1977 niemiecki, 1986 angielski), mają na celu pomóc jednostkom w radzeniu sobie z nieporozumieniami. Podobnie "In Search of Meaning" (1983 niemiecki i 1985 angielski) zawiera wskazówki dotyczące radzenia sobie z kryzysami życiowymi. Co więcej, książki takie jak If You Want Something You Never Had, Then Do Something You Never Did (2011) koncentrują się na rozwiązywaniu konfliktów interpersonalnych.  Co więcej, poszczególne osoby mogą uczestniczyć w specjalistycznych kursach, aby zostać certyfikowanymi doradcami w zakresie pozytywnej psychoterapii, umożliwiając im ułatwianie łagodzenia konfliktów i promowanie samopomocy w trudnych sytuacjach.

## Szkolenia

### Szkolenia PPT
Główny program szkolenia podyplomowego WAPP jest podzielony na trzy części. Części te są zaprojektowane w kolejności sekwencyjnej, tj. muszą być ukończone kolejno, zaczynając od najniższego poziomu.
- Podstawowy konsultant psychoterapii pozytywnej (200 h - w tym teoria i samopoznanie).
- Kandydat na certyfikowanego psychoterapeutę pozytywnego (710 h - w tym teoria, superwizja i samopoznanie).
- Europejski Certyfikowany Psychoterapeuta Pozytywny (1400 h - w tym teoria, praktyka, superwizja i samopoznanie).

Kursy są podzielone na moduły trwające 3 lub 4 dni każdy, rozłożone na kilka miesięcy w zależności od rodzaju kursu. Szkolenie z psychoterapii pozytywnej i transkulturowej składa się z trzech części merytorycznych:
- Teoria. Poznanie wszystkich podstawowych pojęć i narzędzi psychoterapii pozytywnej i transkulturowej.
- Samopoznanie/doświadczenie. Samodoświadczenie edukacyjne powinno przede wszystkim pomagać studentom (kandydatom, rezydentom, stażystom) w rozwijaniu psychodynamicznej tożsamości psychoterapeutycznej. Autorefleksja studenta powinna być wzmacniana i rozwijana. Powinni oni napotkać własny centralny konflikt wewnętrzny i własną strukturę osobowości. Powinni sami doświadczają, jak działa psychoterapia i jak trudne może być jej prowadzenie. Osobiste doświadczenie nieświadomości jest centralnym aspektem psychodynamicznego samopoznania. Nawet edukacyjne samopoznanie dotyczy kwestii osobistych, ale nie jest terapią osobistą. Uczeń nie jest pacjentem, ale przyszłym kolegą i przyszłym psychoterapeutą. Jeśli podczas edukacyjnego samopoznania uczeń i / lub jego trener odkryją, że istnieje wiele nierozwiązanych kwestii osobistych, wówczas uczeń powinien udać się na terapię osobistą. Oznacza to, że terapia osobista nie może być traktowana jako doświadczenie edukacyjne[93].
- Superwizja jest istotnym elementem Pozytywnej Psychoterapii, obejmującym zarówno formaty indywidualne, jak i grupowe. W PPT superwizja wykracza poza zwykłe zrozumienie sytuacji terapeutycznej i ma na celu rozwijanie umiejętności i możliwości superwizanta w oparciu o jego własne potrzeby i potrzeby jego pacjentów. Superwizja grupowa jest powszechna w PPT, ponieważ ustrukturyzowany proces dobrze nadaje się do praktycznych korzyści i efektu dydaktycznego. Najczęstszy format obejmuje skupienie się na jednym przypadku podczas sesji z jednym superwizorem, a reszta grupy działa jako uczestnicy, w tym superwizor. Takie podejście pozwala superwizorowi zaangażować innych uczestników jako współsuperwizorów, wzbogacając perspektywę superwizora na sprawę o dodatkowe punkty widzenia i różnorodne perspektywy całej grupy[94][95].

### Certyfikacja PPT
Po pomyślnym ukończeniu każdego kursu PPT uczestnik otrzymuje certyfikat wydany przez Światowe Stowarzyszenie Psychoterapii Pozytywnej i Transkulturowej (WAPP), podpisany przez głównego trenera kursu i prezesa Stowarzyszenia. WAPP certyfikuje trenerów psychoterapii pozytywnej. Tylko trenerzy akredytowani przez WAPP mogą podpisywać i wręczać oficjalne certyfikaty WAPP.

### Standardy szkoleniowe
WAPP opracował uniwersalne Standardy Szkoleniowe dla szkoleń podyplomowych z Psychoterapii Pozytywnej. Standardy te są obowiązkowe dla wszystkich. Standardy mogą się różnić w niektórych krajach. Jednak zdefiniowane przez WAPP standardy są minimalnymi wymaganiami, które muszą być spełnione.

### Edukacja trenerów
WAPP szkoli i certyfikuje trenerów dla kursów podstawowych i mistrzowskich (; s. 26):
- Trener kursu podstawowego psychoterapii pozytywnej
- Trener kursu mistrzowskiego psychoterapii pozytywnej

Certyfikowani psychoterapeuci pozytywni, którzy sami chcieliby zostać trenerami PPT, mogą wziąć udział w programie szkoleniowym dla trenerów obejmującym egzamin i towarzyszenie w pełnym kursie jako kandydat-trener.

### Międzynarodowe spotkania i projekty szkoleniowe
Światowe Stowarzyszenie Psychoterapii Pozytywnej organizuje regularne krajowe i międzynarodowe spotkania, np. konferencje, seminaria dla trenerów i światowe kongresy. Od 2000 roku odbywają się coroczne Międzynarodowe Seminaria Szkoleniowe, a od 1997 roku siedem Światowych Kongresów.

### Rozwój i sieć międzynarodowa
Głównym celem psychoterapii pozytywnej w ciągu ostatnich 40 lat było leczenie, szkolenie i publikacja.
W 1979 r. w Wiesbaden w Niemczech utworzono Instytut Kształcenia Podyplomowego w zakresie Psychoterapii i Terapii Rodzinnej jako podyplomowe szkolenie dla lekarzy. W 1999 roku Wiesbaden Academy for Psychotherapy (WIAP), licencjonowana przez państwo, podyplomowa akademia psychoterapii z dużą kliniką ambulatoryjną, została założona w celu szkolenia psychologów i naukowców zajmujących się edukacją.
Międzynarodowa siedziba główna znajduje się w Wiesbaden w Niemczech. Psychoterapia pozytywna jest reprezentowana na arenie międzynarodowej przez Światowe Stowarzyszenie Psychoterapii Pozytywnej i Transkulturowej (WAPP), którego międzynarodowy zarząd wybierany jest co dwa lata. Istnieją krajowe i regionalne stowarzyszenia w około dziesięciu krajach.
PPT i jego terapeuci są zaangażowani w międzynarodowy rozwój psychoterapii i są aktywnymi członkami międzynarodowych i kontynentalnych stowarzyszeń.

## Badania

### Postępy w badaniach i zastosowania
Pierwsze publikacje z zakresu PPT pochodzą z 1974 roku. Od tego czasu metoda ta była prezentowana w licznych książkach, pracach naukowych i innych publikacjach. PPT spełnia cztery postulowane przez Grawe zasady skuteczności psychoterapii:
- aktywacja zasobów,
- aktualizacja,
- zarządzanie problemami,
- wyjaśnienie terapeutyczne.

Badanie skuteczności i zapewnienia jakości Pozytywnej Psychoterapii zostało przeprowadzone w latach 1994-1997 przez 32 członków Niemieckiego Stowarzyszenia Pozytywnej Psychoterapii pod kierunkiem Nossrat Peseschkian, Karin Tritt i Birgit Werner. Badanie miało na celu uzasadnienie twierdzenia, że PPT jest klasyczną, integracyjną formą terapii ( s. 9) opartą na modelu Grawe. Badanie zostało przeprowadzone w kontrolowanych warunkach i było pierwszym tego rodzaju, a jego wyniki pokazują, że krótkoterminowa metoda PPT jest skuteczna.
Podłużne badanie skuteczności przeprowadzone przez Niemieckie Stowarzyszenie Psychoterapii Pozytywnej zbadało skuteczność PPT w codziennej praktyce klinicznej. Łącznie 402 pacjentów z różnymi zaburzeniami psychicznymi było leczonych przez 22 terapeutów przeszkolonych w zakresie PPT, w tym lekarzy, psychologów i nauczycieli. Pacjentów porównano z grupą kontrolną 771 osób oczekujących na terapię z powodu chorób somatycznych. Wartości procentowe przedstawiają odsetek pacjentów z różnymi rodzajami zaburzeń: 23,6% miało zaburzenia depresyjne, 19,8% zaburzenia lękowe i napadowe, 21,2% zaburzenia somatoformiczne, 20,5% zaburzenia adaptacyjne, 8,2% zaburzenia osobowości, 3,4% uzależnienia, a 3,4% nowo zdiagnozowane zaburzenia somatyczne. W badaniu zastosowano baterię testów psychometrycznych, w tym SCL-90R, VEV, Gießen-Test, WIPPF, IPC, IIP-D, GAS i BIKEB, aby zmierzyć skuteczność PPT. Badanie obejmowało również retrospektywne badanie pacjentów po zakończeniu PPT w odstępach od 3 miesięcy do 5 lat w trzech grupach liczących 84, 91 i 46 pacjentów. Badanie wykazało pozytywne wyniki pod względem skuteczności PPT w leczeniu różnych zaburzeń zdrowia psychicznego. Oznacza to, że pozytywne efekty PPT utrzymywały się nawet po upływie znacznego czasu od zakończenia terapii. Badanie wykazało również, że pacjenci leczeni za pomocą PPT zgłaszali znaczną poprawę jakości życia, mierzoną za pomocą testu Gießena (p ≤ 0,005), oraz w relacjach interpersonalnych, mierzonych za pomocą Interpersonalnej Listy Kontrolnej (IPC) i Inwentarza Problemów Interpersonalnych (IIP-D) (p ≤ 0,005). Ponadto pacjenci leczeni PPT wykazywali znaczący wzrost zdolności radzenia sobie, mierzony za pomocą Skali Zdolności Radzenia Sobie (BIKEB) (p ≤ 0,005). Ogólnie rzecz biorąc, badanie wykazało, że PPT jest skuteczną formą terapii szeregu zaburzeń zdrowia psychicznego, a jej pozytywne efekty mogą być utrzymywane w czasie (p ≥ 0,05; VEV: F = 1179; SCL-90-R: F = 2473).
Podczas dyskusji badacze przeanalizowali dylemat wyboru między projektem eksperymentalnym, który nadaje priorytet ważności wewnętrznej, a projektem przeprowadzonym w kontrolowanych warunkach w celu osiągnięcia wysokiej ważności zewnętrznej. Przyznali, że niestety brakuje badań skuteczności i podkreślili, że eksperymentalny projekt zastosowany w tym badaniu może być postrzegany jako znacząca siła. Wspomagane komputerowo badanie zapewniania jakości pozytywnej psychoterapii (PPT) otrzymało nagrodę Richarda Mertena w 1997 roku, która jest jedną z najbardziej prestiżowych nagród w sektorze opieki zdrowotnej w Europie. Nagroda jest przyznawana przez jej powierników od 1992 roku w celu wyróżnienia wyjątkowych prac, które przyczyniają się do poprawy leczenia medycznego, farmaceutycznego lub pielęgniarskiego i stanowią godny uwagi postęp w dziedzinie medycyny, spraw społecznych, społeczno-politycznych lub gospodarczych w branży opieki zdrowotnej.

### Prace naukowe
Powszechne zastosowanie i kulturowa przydatność PPT są przypisywane licznym współpracownikom, którzy są motywowani i wspierani w prowadzeniu badań naukowych. Co więcej, wielu praktyków, którzy zetknęli się z PPT, ponownie zainteresowało się publikowaniem, ponieważ nie są już związani ograniczeniami i wymaganiami konkretnej szkoły. Istnieją dowody na to, że około 5 rozpraw habilitacyjnych i prawie 20 rozpraw doktorskich zostało opublikowanych na PPT, głównie z Niemiec, Rosji, Bułgarii i Ukrainy. Ponadto napisano około 50 prac licencjackich i magisterskich na ten temat.
Większość badań nad PPT koncentrowała się na jego zastosowaniach w dziedzinach psychosomatycznych, medycznych, psychiatrycznych, psychologicznych i pedagogicznych. Koncentracja ta daje wgląd w potencjalne obszary przyszłych badań naukowych. Przegląd tematów poruszanych w tych pracach naukowych wskazuje, że PPT ma szeroki zakres zastosowań klinicznych i nieklinicznych, ze szczególnym uwzględnieniem niektórych modeli.
Oprócz badań nad psychosomatyką w różnych układach narządów, istnieją również badania porównawcze i transkulturowe. Badania te koncentrowały się na unikalnych aspektach relacji terapeutycznej i tym, jak można ją zastosować w kontekście edukacyjnym. Niektóre z badań zostały przeprowadzone w ramach pedagogiki społecznej, podkreślając potencjalne zastosowania i możliwości "pedagogiki pozytywnej".

### Publikacje
Publikacje na temat psychoterapii pozytywnej składają się z obszernego materiału źródłowego napisanego przez jej założyciela oraz prac jego uczniów. Do tych publikacji naukowych dołączyły prace popularnonaukowe, które ukazały się w różnych periodykach i nie pojawiają się w spisach literatury naukowej. Peseschkian napisał 29 książek, które zostały przetłumaczone aż na 23 języki. Najbardziej rozpowszechnioną książką jest Oriental Stories as Tools in Positive Psychotherapy: The Merchant and the Parrot.  Inne podstawowe książki to Psychoterapia życia codziennego, Pozytywna psychoterapia, Pozytywna terapia rodzinna i Pozytywna psychoterapia w medycynie psychosomatycznej. W ostatnich latach Peseschkian opublikował szereg książek samopomocy poświęconych różnym dziedzinom życia.
Począwszy od założenia German Journal of Positive Psychotherapy w 1977 roku, koledzy z PPT byli zachęcani do publikowania wyników swoich badań i dzielenia się swoimi przypadkami. Dodatkowo, publikacje źródłowe Peseschkiana zaczęły gromadzić publikacje wtórne począwszy od lat 90. Ponieważ w ciągu ostatnich 20 lat w różnych krajach powstały nowe krajowe stowarzyszenia psychoterapii pozytywnej, czasopisma PPT zostały założone w Rosji, na Ukrainie, w Bułgarii i Rumunii.
Lista niektórych z głównych publikacji PPT to:
- Peseschkian, Nossrat (1987). Psychoterapia pozytywna - teoria i praktyka nowej metody. Berlin: Springer-Verlag. ISBN 978-0-387-15794-8. (przetłumaczone) (pierwsze wydanie niemieckie 1977)
- Peseschkian, Nossrat (2016). Oriental Stories as Techniques in Positive Psychotherapy (Opowieści orientalne jako techniki psychoterapii pozytywnej). Bloomington, USA: AuthorHouse. ISBN 978-1524660871. (pierwsze wydanie niemieckie 1977)
- Peseschkian, Nossrat (2016). W poszukiwaniu sensu: Pozytywna psychoterapia krok po kroku. Bloomington, USA: AuthorHouse. ISBN 978-1524631611. (pierwsze wydanie niemieckie 1983)
- Peseschkian, Nossrat (2016). Pozytywna terapia rodzinna: Podręcznik pozytywnej psychoterapii dla terapeutów i rodzin. Bloomington, USA: AuthorHouse. ISBN 978-1524662042. (pierwsze wydanie niemieckie 1980)
- Peseschkian, Nossrat (2016). Pozytywna psychosomatyka: Podręcznik kliniczny pozytywnej psychoterapii. Bloomington, USA: AuthorHouse. ISBN 978-1524636616.
- Peseschkian, Nossrat (2016). Pozytywna psychoterapia życia codziennego: A Self-Help Guide for Individuals, Couples and Families with 250 Case Stories. Bloomington, USA: AuthorHouse. ISBN 978-1524631437.(pierwsze wydanie niemieckie 1974)
- Messias, Erick; Peseschkian, Hamid; Cagande, Consuelo, eds. (2020). Psychiatria pozytywna, psychoterapia i psychologia. Zastosowania kliniczne. Springer Nature Switzerland AG. ISBN 978-3-030-33263-1.

### PPT Journal
The Global Psychotherapist (JGP) to cyfrowe czasopismo, które koncentruje się na psychoterapii pozytywnej, zgodnie z zasadami ustanowionymi przez Peseschkiana od 1977 roku. Służy jako interdyscyplinarna platforma do publikowania artykułów związanych z praktyką i wykorzystaniem humanistyczno-psychodynamicznego podejścia psychoterapii pozytywnej i transkulturowej. Czasopismo ukazuje się co pół roku, w styczniu i lipcu. Artykuły przesłane do JGP przechodzą rygorystyczny proces podwójnie ślepej recenzji, aby zapewnić jakość i integralność publikacji. Czasopismo przyjmuje artykuły w języku angielskim, rosyjskim i ukraińskim.
- ISSN: 2710-1460 (online)
- DOI: 10.52982/197700

The Global Psychotherapist stosuje politykę otwartego dostępu, która promuje swobodne rozpowszechnianie informacji naukowych i zachęca do globalnej wymiany wiedzy, a jej ostatecznym celem jest wspieranie postępu społecznego. Czasopismo mocno wierzy w zapewnienie nieograniczonego dostępu do swoich treści z korzyścią dla szerszej społeczności. Autorzy mają swobodę wyboru licencji, na której publikowane są ich prace, zachowując pełne prawa do swoich treści.
Co więcej, polityka redakcyjna czasopisma pozwala autorom na zdeponowanie dowolnej wersji opublikowanych artykułów w wybranym przez siebie repozytorium, niezależnie od tego, czy jest to repozytorium instytucjonalne, czy jakakolwiek inna odpowiednia platforma, bez żadnego okresu embarga. Gwarantuje to, że wyniki badań pozostają dostępne i łatwo dostępne z korzyścią dla społeczności naukowej.

## Termin „pozytywny”
Metodę tę nazywano „analizą różnicową” do 1977 r. W 1977 r. Nossrat Peseschkian opublikował swoją pracę „Positive Psychotherapie” która została opublikowana w języku angielskim jako „Positive Psychotherapy” w 1987 r. Termin „pozytywny” pochodzi od pierwotnego łacińskiego wyrażenia „positum or positivus”, co oznacza faktyczny, rzeczywisty, konkretny. Celem psychoterapii pozytywnej i psychoterapeutów pozytywnych jest pomoc pacjentowi (klientowi) w dostrzeżeniu jego umiejętności, mocnych stron, zasobów i potencjału.

## Główna charakterystyka
- Metoda psychoterapii integracyjnej
- Metoda humanistyczno- psychodynamiczna
- Spójny, zintegrowany system terapeutyczny
- Metoda krótkoterminowa skoncentrowana na konflikcie
- Metoda wrażliwa na kontekst kulturowy
- Wykorzystanie historii, anegdot i mądrości
- Innowacyjne interwencje i techniki
- Zastosowanie w psychoterapii, innych dyscyplinach medycznych, poradnictwie, edukacji, profilaktyce, zarządzaniu i szkoleniach[115]

## Główne zasady
Trzy główne zasady lub filary pozytywnej psychoterapii to:
- Zasada nadziei
- Zasada równowagi
- Zasada konsultacji

1. Zasada nadziei oznacza, że terapeuta chce pomóc swoim pacjentom w zrozumieniu i dostrzeżeniu znaczenia i celu ich zaburzenia lub konfliktu. W związku z tym zaburzenie zostanie ponownie zinterpretowane w „pozytywny” sposób (pozytywne interpretacje):
Kilka przykładów:
- Zaburzenia snu to zdolność do uważności i radzenia sobie z małą ilością snu
- Depresja to umiejętność najgłębszego reagowania na konflikty
- Schizofrenia to zdolność do życia w dwóch światach jednocześnie lub życia w świecie fantazji
- Anoreksja to zdolność radzenia sobie przy w oparciu o małą ilość spożywanego pokarmu i utożsamiania się z głodem świata

Dzięki temu pozytywnemu poglądowi możliwa jest zmiana punktu widzenia nie tylko dla pacjenta, ale także dla jego otoczenia. Dlatego choroby mają symboliczną funkcję, którą musi rozpoznać zarówno terapeuta, jak i pacjent. Pacjent dowiaduje się, że objawy i dolegliwości związane z chorobą są sygnałami, które pozwalają mu przywrócić równowagę jego czterech obszarom życia.
2) Zasada równowagi: Pomimo różnic społecznych i kulturowych oraz wyjątkowości każdego człowieka, można zauważyć, że podczas zarządzania swoimi problemami wszyscy ludzie odnoszą się do typowych form radzenia sobie. Thomas Kornbichler wyjaśnia: „Nossrat Peseschkian sformułował w modelu równowagi psychoterapii pozytywnej (innowacyjne współczesne podejście do psychoterapii dynamicznej) żywy model radzenia sobie z konfliktami w różnych kulturach”. Zgodnie z modelem równowagi cztery obszary życia to: 1. ciało / zdrowie – psychosomatyczne; 2. osiągnięcia / praca – czynniki stresowe; 3. kontakt / relacje – depresja; 4. przyszłość / cel / sens życia – lęki i fobia.
Chociaż te cztery obszary są nieodłączne dla wszystkich ludzi, na półkuli zachodniej częściej kładzie się nacisk na obszary ciała / zmysłów i zawodu / osiągnięć, w przeciwieństwie do półkuli wschodniej, gdzie obszary to kontakt, fantazja i przyszłość (aspekt transkulturowy psychoterapii pozytywnej). Brak kontaktu i wyobraźni to niektóre z przyczyn wielu chorób psychosomatycznych. Każdy rozwija swoje preferencje dotyczące radzenia sobie z występującymi konfliktami. Poprzez tryb jednostronny do rozwiązania konfliktu inne tryby zostają przyćmione. Treści konfliktu (np. punktualność, porządek, uprzejmość, zaufanie, czas, cierpliwość) są opisywane w kategoriach potencjalności pierwotnych i wtórnych, w oparciu o podstawowe zdolności: zdolność do miłości oraz zdolność do poznania. Można to postrzegać jako merytoryczne zróżnicowanie klasycznego modelu instancji Freuda.
3) Zasada konsultacji: Pięć etapów terapii i samopomocy. Pięć etapów psychoterapii pozytywnej stanowi koncepcję, w której terapia i samopomoc są ściśle ze sobą powiązane. Pacjent i rodzina są wspólnie informowani o chorobie i indywidualnym jej rozwiązaniu.
- Pierwszy krok: Obserwacja; dystansowanie (percepcja: zdolność do wyrażania pragnień i problemów)
- Drugi etap: Inwentarz (zdolności poznawcze: wydarzenia z ostatnich 5–10 lat)
- Krok 3: Wzmocnienie sytuacyjne (samopomoc i aktywacja zasobów pacjenta: umiejętność wykorzystania przeszłych sukcesów w rozwiązywaniu konfliktów)
- Czwarty etap: Werbalizacja (zdolności komunikacyjne: zdolność do wyrażania zaległych konfliktów i problemów w czterech aspektach życia)
- Krok 5: Rozszerzenie celów (aby przywołać ukierunkowanie na przyszłość w życiu po rozwiązaniu problemów, pacjent pytany jest: „Co chciałbyś zrobić, gdy nie będzie już problemów do rozwiązania? Jakie masz cele na następne pięć lat?”)[117]

## Rozwój i sieć międzynarodowa
Główny nacisk psychoterapii pozytywnej w ciągu ostatnich 40 lat to leczenie, szkolenie i publikacja.
- W 1979 r. Utworzono Podyplomowy Instytut Szkoleniowy dla Psychoterapii i Terapii Rodzinnej w Wiesbaden jako szkolenie podyplomowe dla lekarzy w Wiesbaden w Niemczech. W 1999 r. W Wiesbaden Academy for Psychotherapy (WIAP)[118] utworzono licencjonowaną podyplomową akademię psychoterapii z dużą kliniką ambulatoryjną w celu szkolenia psychologów i naukowców zajmujących się edukacją.
- Większość psychoterapeutów pozytywnych pracuje w gabinecie lub klinikach. W Niemczech psychoterapia pozytywna jest liczona jako metoda psychodynamiczna, a ubezpieczenie zdrowotne pokrywa jej koszty.
- Od wczesnych lat 80. odbywały się seminaria i szkolenia w około 60 krajach. Obecnie psychoterapia pozytywna jest praktykowana w ponad 25 krajach z około 30 niezależnymi ośrodkami i instytucjami. Programy szkoleniowe dla specjalistów zajmujących się zdrowiem psychicznym obejmują szkolenia podstawowe i mistrzowskie trwające kilka lat.
- Międzynarodowa siedziba główna znajduje się w Wiesbaden w Niemczech. Psychoterapię pozytywną reprezentuje na całym świecie Światowe Stowarzyszenie Psychoterapii Pozytywnej i Transkulturowej (WAPP)[119]. Ta międzynarodowa rada zarządzająca wybierana jest co trzy lata. W około dziesięciu krajach istnieją stowarzyszenia krajowe i regionalne.
- PPT i jej terapeuci są zaangażowani w międzynarodowy rozwój psychoterapii i są aktywnymi członkami międzynarodowych i kontynentalnych stowarzyszeń[120]

## Publikacje i badania
- W 1997 r. Przeprowadzono badanie zapewnienia jakości i skuteczności w Niemczech[121]. Wyniki pokazują, że ta krótkoterminowa metoda jest skuteczna. Badanie zostało nagrodzone nagrodą Richarda-Mertena.
- Obecnie istnieje ponad 30 głównych książek na temat psychoterapii pozytywnej, z których niektóre zostały opublikowane w ponad 23 językach. Niektóre z nich to:
- Nossrat Peseschkian: If You Want Something You Never Had, Then Do Something You Never Did. Sterling Pvt., 2006. ISBN 1-84557-509-1. Brak numerów stron w książce
- Nossrat Peseschkian: Positive Psychotherapy Theory and Practice of a New Method. Berlin: Springer-Verlag, 1987. ISBN 978-0-387-15794-8. Brak numerów stron w książce (przetłumaczone) (pierwsze wydanie niemieckie 1977)
- Nossrat Peseschkian: Oriental Stories as Tools in Psychotherapy: the Merchant and the Parrot / With 100 Case Examples for Education and Self-Help. Springer-Verlag, 1986. ISBN 978-0-387-15765-8. Brak numerów stron w książce (Pierwsze wydanie niemieckie 1979)
- Nossrat Peseschkian: In Search of Meaning. Springer. ISBN 978-0-387-15766-5. Brak numerów stron w książce (Pierwsze wydanie niemieckie 1983)
- Nossrat Peseschkian: Positive Family Therapy. Springer. ISBN 978-0-387-15768-9. Brak numerów stron w książce Ponownie opublikowane Indie: Sterling Publishers Pvt., Ltd., ISBN 978-81-207-1839-5 (pierwsze wydanie niemieckie 1980)
- Nossrat Peseschkian: Psychotherapy of Everyday Life: Training in Partnership and Self Help With 250 Case Histories. Springer. ISBN 978-0-387-15767-2. Brak numerów stron w książce (Pierwsze wydanie niemieckie 1974)
- Maxim Goncharov, Operationalization of countertransference in Positive Psychotherapy. International Journal of Psychotherapy, tom 16, nr 3, art. 4
- Maksim Goncharov, Conflict operationalization in Positive Psychotherapy, Chabarowsk, Rosja, 2014. ISBN 978-5-9905455-1-9 ISBN 978-5-9905455-1-9.
- Messias E.; Peseschkian H.; Cagande C.: Positive Psychiatry, Psychotherapy and Psychology. Clinical Applications. Springer Nature Switzerland AG, 2020. ISBN 978-3-030-33263-1. Brak numerów stron w książce